# Keepmoat Stadium
Il Keepmoat Stadium è uno stadio situato a Doncaster, Inghilterra, con una capacità di 15.231 posti. Il costo per la sua costruzione è stato di circa 32 milioni di euro ed è principalmente utilizzato dai Doncaster Rovers Football Club, ma viene utilizzata anche dal Doncaster Rugby League Club e dai Doncaster Rovers Belles Ladies Football Club. Ha tenuto il suo primo evento sportivo il 27 dicembre 2006, con il match di rugby tra Doncaster e Eagles Sheffield.
L'inaugurazione ufficiale dello stadio Keepmoat avvenne il 3 agosto 2007, con la sconfitta dei Doncaster Rovers contro il Manchester United di fronte a una folla di 13.080 per 2-0.

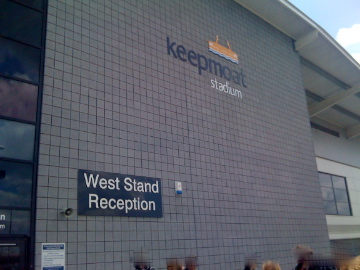
Lo stadio visto dal West stand

Vi sono state giocate le edizioni 2008 e 2009 del BritBowl.